# Córdoba (Bolívar)
Córdoba ist eine Gemeinde (municipio) in Kolumbien im nördlichen Teil des Departamentos Bolívar.

## Geographie
Córdoba liegt in Bolívar, drei Autostunden südlich von Cartagena und hat eine Durchschnittstemperatur von 28 °C. Córdoba liegt auf einer Höhe von 25 m ü. NN am linken Ufer des Río Magdalena. Auf dem Gebiet der Gemeinde finden sich viele Sumpfgebiete, die für die Fruchtbarkeit des Bodens sorgen.
An die Gemeinde grenzen im Norden Zambrano, im Süden Magangué sowie San Pedro und Buenavista im Departamento de Sucre, im Westen El Carmen de Bolívar sowie Ovejas in Sucre und im Osten der Río Magdalena sowie die Gemeinden Plato und Santa Bárbara de Pinto im Departamento del Magdalena.

## Bevölkerung
Die Gemeinde Córdoba hat 12.266 Einwohner, von denen 3041 im städtischen Teil (cabecera municipal) der Gemeinde leben (Stand 2019).

## Geschichte
Córdoba wurde am 1. Januar 1756 von Don Antonio de la Torre y Miranda mit dem Namen Tetón gegründet. Der Name wurde vom letzten örtlichen Häuptling abgeleitet, der um 1540 besiegt worden war.
1908 wurde die Gemeinde errichtet, in dieser Zeit setzte sich auch der Name Córdoba durch, abgeleitet vom General José Maria Córdoba, der in den Unabhängigkeitskämpfen wirkte und die Spanier in der Schlacht von Tenerife besiegte.

## Wirtschaft
Der wichtigste Wirtschaftszweig von Córdoba ist die Rinderproduktion.